# کاگو (تخت‌روان)

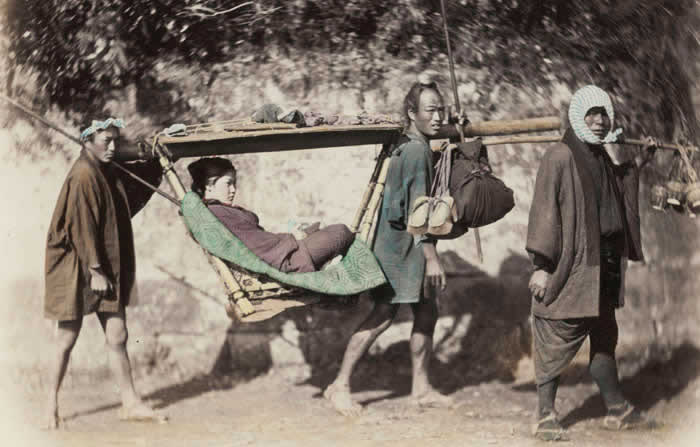
حمل با کاگو در زمان احتمالی سال ۱۸۶۳ تا ۱۸۷۷ میلادی

کاگو  (به انگلیسی: Kago) یک نوع تخت روان است که به عنوان وسیله ای برای حمل و نقل انسان توسط طبقه غیر سامورایی در ژاپن فئودالی تا دوره میجی استفاده می‌شد.